# Uniwersytet Hanowerski
Uniwersytet Hanowerski (niem. Gottfried Wilhelm Leibniz Universität Hannover) – drugi co do wielkości (po Uniwersytecie w Getyndze) uniwersytet Dolnej Saksonii, założony w 1831 roku, zatrudniający obecnie ponad 3000 pracowników naukowych. Uczelnia jest członkiem TU9. Obecnie, w roku 2020/2021, studiuje tam 30 tys. studentów na 9 wydziałach w ramach 150 jednostek badawczo-dydaktycznych, z czego 16 proc. stanowią studenci zagraniczni.